# Giovanni Benedetto Castiglione

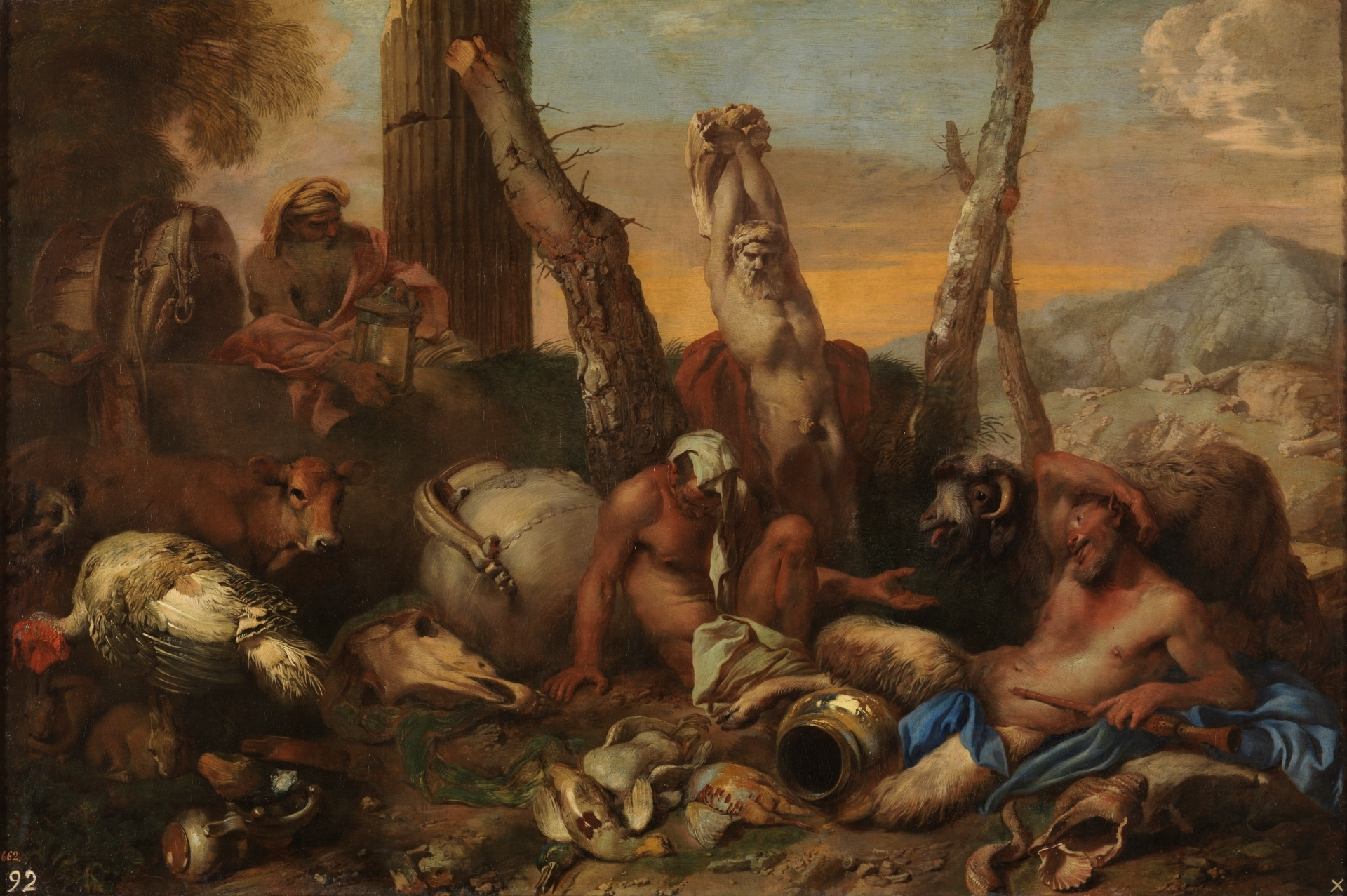
Diógenes, pintura al óleo de Castiglione (Museo del Prado).

Giovanni Benedetto Castiglione, apodado il Grechetto (Génova, 23 de marzo de 1609 – Mantua, 5 de mayo de 1664) fue un pintor y grabador italiano de estilo barroco.
Fue seguramente la mayor figura del barroco genovés pictórico del siglo XVII y uno de los introductores del estilo de Rembrandt en el grabado italiano.

## Vida y obra
En su primera etapa en Génova, en la década de 1620, se movió en un círculo de discretos pintores locales especializados en el género paisajístico y de animales. Las primeras influencias que recibió proceden de las pinturas de artistas foráneos que vio en iglesias y colecciones de la ciudad, particularmente de Jacopo Bassano y su familia, Bernardo Strozzi, Rubens y Van Dyck.
En la década siguiente Castiglione se instaló en Roma, donde entró en contacto con Poussin y se inclinó hacia el clasicismo. Se aplicó al estudio del arte antiguo, una formación que le permitió, al retornar a Génova, ocupar un lugar de privilegio entre los artistas de su ciudad, técnicamente un tanto limitados.
Simultaneó la producción de grandes obras de altar con pinturas de menor formato, de temas paganos y pastoriles, destinadas al coleccionismo privado. Su pintura religiosa más importante ha de ser una Inmaculada Concepción (1650) ahora en el Museo de Arte de Indianápolis (Estados Unidos). 
A partir de 1645, Castiglione dedicó creciente atención al grabado, medio en el que produciría unas 70 imágenes. Copió algunas de sus pinturas en grabados de monotipo, género del que fue pionero, y al retornar a Roma en 1647 se llevó consigo muchas planchas, que serían dadas a conocer en los siguientes años. A esta época ha de pertenecer el grabado de La huida a Egipto, donde unos ángeles recolectan dátiles de una palmera para alimentar a las ovejas que caminan junto a la Sagrada Familia. Es un ejemplo típico suyo porque demuestra su pericia como animalista y como pintor religioso en una clave doméstica y anecdótica al gusto de la Contrarreforma. 

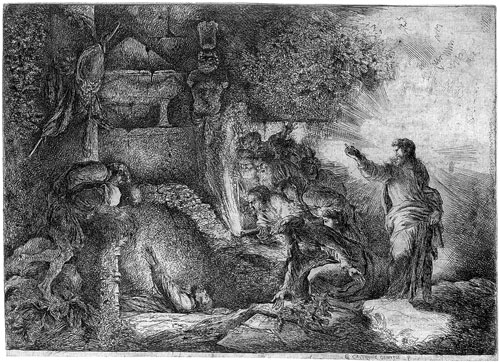
Aguafuerte de la Resurrección de Lázaro (ca. 1648).

En Roma, Castiglione grabó nuevas planchas imitando el estilo de Rembrandt de 1630-40, que conocía por estampas que llegaban de Holanda. De su interés por el genio holandés es ejemplo la serie de Cabezas con turbantes y especialmente sus escenas con iluminación tenebrista, llamadas nocturnos; se pueden citar grabados como La Resurrección de Lázaro y Los cuerpos de san Pedro y san Pablo ocultos en las catacumbas de Roma.
Paralelamente a su labor como grabador, Castiglione siguió enriqueciendo su pintura con rasgos del barroco decorativo de Pietro da Cortona y Bernini, y conoció también a Salvatore Rosa.
En 1651 viajó a Mantua para trabajar al servicio de la corte ducal, y allí permaneció en sus últimos años, salvo breves estancias en Venecia y Génova. Su último grabado fechado parece ser un monotipo de 1660.
Castiglione ocupa un puesto singular en el barroco italiano por su habilidad como pintor de animales y su peculiar inclinación hacia lo pintoresco y misterioso: personajes orientales, monos y demás seres exóticos, temas de brujería, escenas nocturnas… Ejemplo representativo es su Diógenes (Madrid, Museo del Prado), donde enmarca numerosos animales y elementos de bodegón en una composición mesurada, enriquecida con citas de la escultura clásica. Otra obra similar por su mezcla de religión y bodegón es El sacrificio de Noé tras el Diluvio  en el  Museo de Arte del Condado de Los Ángeles ( LACMA).
Al igual que Salvatore Rosa, su estima aumentó en el siglo XVIII, y su influencia se detecta en figuras como Giambattista Tiepolo y Fragonard.